# Лига Футебол Амадора
Лига Футебол Амадора (на португалски: Liga Futebol Amadora (LFA)) е клубен турнир по футбол, който води началото си от 2015 година, в който се излъчва шампиона на Източен Тимор . Понастоящем в Първа дивизия (Примейра дивизиао) се състезават 8 отбора, а във Втора (Сегунда) – 12. ДО 2017 г. във Втория ешелон на Източен Тимор спорят 13 отбора. Разрешени са максимум 4 чужденци в клуб. Докато в близкото минало основното ядро са „легионерите“ е било от Индонезия, в наши дни виждаме инвазия от Бразилия, Чили, Гана и Камерун .

## История
Сведенията за футбол на острова датират още от началото на ХХ век. През португалската колониална епоха най-великата игра в тази точка на света се развива на цели 4 нива, макар и аматьорски. В периода 1975 – 1989 г. Източен Тимор (познат и като Тимор-Тимур) вече е под индонезийска юрисдикция. Тогава местният футбол е част от аматьорските регионалните първенства на Индонезия, наречена Персерикатан. През последните 5 години на този период южнотиморски отбори се състезават в четвърта дивизия на Индонезия. През независимата ера се играе в Суперлига на върпа на пирамидата и още две дивизии по надолу. Първенството е организирано само веднъж, след което е прекъснато заради корупционен скандал в избора на президент на местната футболна федерация. Бившата „Трета дивизия“, позната като „Така де Диджисел“, е заменена от турнир на елиминационен принцип. През 2013 г. вече имаме „Купа на Източен Тимор“, носеща името „Така дози ди новембру“ (Купа 12 ноември). Едва през 2015 клубният футбол в Източен Тимор се възражда с формирането на Лига Футебол Амадора с „Първа“ и „Втора дивизия“. Наименованиеята са на един от официалните езици – португалският.
Първият шампион е излъчен година по-късно. Това са „тигрите“ от Лаулара. Такова е прозвището на „Шпорт Лаулара е Бенфика“ – тим с португалски привкус. Екипите логично са червено-бели (по подобие на лисабонския гранд). Любопитен момент е, че президент на клуба е Шанана Гусмао. Той е първият държавен глава на независим Източен Тимор, ръководил страната до 2015 г. В първенството на по-късен етап ще се появят още няколко „португалски“ отбора. Това са „орлите“ „Шпорт Дили е Бенфика“ и „драконите“ „Порто Тайбесе“, от едноименното столично предградие. „Академика е Шпортинг де Тимор“ също използва идентични символи и екипи като едноименните студенти от португалския град Коимбра.

## Шампионите
- 2016: Шпорт Лаулара е Бенфика
- 2017: Каркету (Дили)
- 2018: Боависта (Дили)

## Шампиони (2016 – 2018)
| Клуб                    | Град    | Титли | Сезони |
| ----------------------- | ------- | ----- | ------ |
| Шпорт Лаулара е Бенфика | Лаулара | 1     | 2016   |
| Каркету                 | Дили    | 1     | 2017   |
| Боависта                | Дили    | 1     | 2017   |